# Gare d'Ekeren
La gare d'Ekeren (en néerlandais station Ekeren), est une gare ferroviaire belge de la ligne 12 d'Anvers-Central à la frontière néerlandaise (Roosendael), située à Ekeren, section de la ville d'Anvers au nord du centre-ville, dans la Province d'Anvers.
Elle est ouverte en 1854 par la Société anonyme des chemins de fer d'Anvers à Rotterdam. Le bâtiment voyageurs, construit en 1882 et fermé en 1983 puis désaffecté, est inventorié comme patrimoine architectural de la commune depuis 2014.
C'est une halte voyageurs de la Société nationale des chemins de fer belges (SNCB) desservie par des trains InterCity (IC) et Suburbains (S).

## Situation ferroviaire
Établie à environ 5 mètres d'altitude, la gare d'Ekeren est située au point kilométrique (PK) 11,4 de la ligne 12 d'Anvers-Central à la frontière néerlandaise (Roosendael), entre les gares d'Anvers-Noorderdokken et de Sint-Mariaburg.

## Histoire
La station d'Ekeren, écrit « Eekeren », est mise en service le 26 juin 1854 par la Société anonyme des chemins de fer d'Anvers à Rotterdam, lorsqu'elle ouvre à l'exploitation sa ligne à voie unique d'Anvers à Roosendael (frontière), première section de sa ligne internationale qui se prolonge sur le territoire des Pays-Bas jusqu'à Moerdijk. Le bâtiment de la station est terminé avant l'ouverture de la ligne.

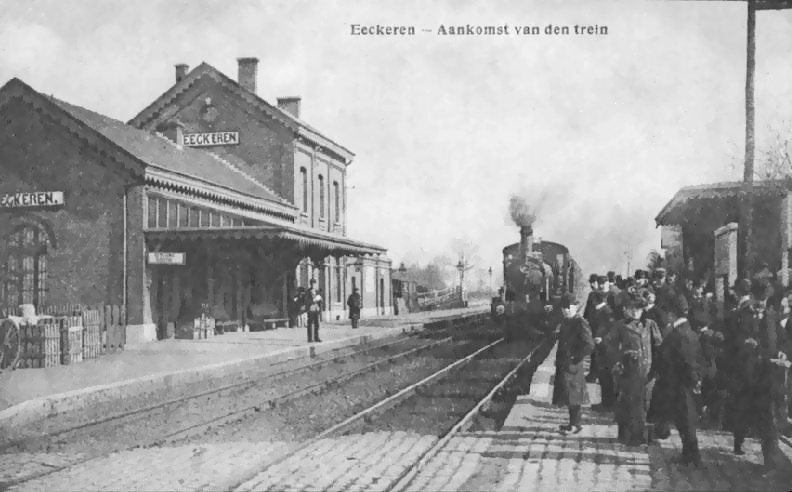
La gare vers 1910.

Le petit édifice d'origine est détruit en 1882, pour la construction du bâtiment nettement plus important par les Chemins de fer de l'État belge qui ont repris la ligne et la gare en 1872 et ajouté une deuxième voie en 1881. Il s’agit d’une gare de plan type 1881 avec une aile de cinq travées servant de salle d’attente.
Le nom de la commune et de la gare écrits « Eeckeren » deviennent « Ekeren » en 1937/38.
Au cours de la deuxième moitié du XXe siècle le passage à niveau est remplacé par un pont routier qui domine la gare et est utilisé pour la traversé des voies.
Elle devient une simple halte en 1983, lors de la fermeture du guichet et du bâtiment voyageurs.
Comme les autres stations les quais sont reconstruits, avec changement du mobilier (abris), au début des années 2000. Elle a conservé ses deux quais en face l'un de l'autre.

## Service des voyageurs

### Accueil
Halte SNCB, c'est un point d'arrêt non géré (PANG) à accès libre. Les quais sont équipés de deux ou trois abris.
La traversée des voies s'effectue par des escaliers permettant d'utiliser le pont routier qui a remplacé le passage à niveau à proximité de l'ancien bâtiment voyageurs.

### Desserte
Ekeren est desservie par des trains InterCity (IC) et Suburbains (S) de la SNCB circulant sur la ligne commerciale 12 (Anvers - Essen - frontière) (voir brochure SNCB).
En semaine, la gare possède trois dessertes régulières, cadencées à l’heure :
- des trains IC-05 reliant Essen à Charleroi-Central via Anvers et Bruxelles ;
- des trains S32 entre Essen et Puers  (via Anvers) ;
- des trains S32 entre Rosendael (gare des Pays-Bas située à la frontière) et Puurs.

Un unique train P Essen - Anvers-Central s'ajoute, tôt le matin.
Les week-ends et jours fériés, seuls circulent les trains entre Rosendael et Puers (un par heure) ainsi qu'un train P d'Essen à Heverlee (Louvain) le dimanche soir en période scolaire.

### Intermodalité
Un parc pour les vélos (gratuit) et un parking (gratuit) pour les véhicules y sont aménagés.

## Comptage voyageurs
Ce graphique et tableau montre le nombre de voyageurs embarquant en moyenne durant la semaine, le samedi et le dimanche.
| Nombre de passagers qui embarquent à la gare d`Ekeren | Nombre de passagers qui embarquent à la gare d`Ekeren | Nombre de passagers qui embarquent à la gare d`Ekeren | Nombre de passagers qui embarquent à la gare d`Ekeren |
|                                                       | Semaine                                               | Samedi                                                | Dimanche                                              |
| ----------------------------------------------------- | ----------------------------------------------------- | ----------------------------------------------------- | ----------------------------------------------------- |
| 1977                                                  | 263                                                   | 90                                                    | 84                                                    |
| 1978                                                  | 254                                                   | 86                                                    | 99                                                    |
| 1979                                                  | 321                                                   | 82                                                    | 62                                                    |
| 1980                                                  | 353                                                   | 111                                                   | 113                                                   |
| 1981                                                  | 387                                                   | 109                                                   | 148                                                   |
| 1982                                                  | 443                                                   | 112                                                   | 69                                                    |
| 1983                                                  | 388                                                   | 76                                                    | 56                                                    |
| 1984                                                  | 389                                                   | 89                                                    | 59                                                    |
| 1985                                                  | 295                                                   | 67                                                    | 92                                                    |
| 1986                                                  | 285                                                   | 80                                                    | 62                                                    |
| 1987                                                  | 298                                                   | 63                                                    | 78                                                    |
| 1988                                                  | 274                                                   | 93                                                    | 85                                                    |
| 1989                                                  | 326                                                   | 83                                                    | 85                                                    |
| 1990                                                  | 316                                                   | 96                                                    | 109                                                   |
| 1991                                                  | 330                                                   | 128                                                   | 96                                                    |
| 1992                                                  | 329                                                   | 113                                                   | 105                                                   |
| 1993                                                  | 319                                                   | 95                                                    | 121                                                   |
| 1994                                                  | 352                                                   | 100                                                   | 106                                                   |
| 1995                                                  | 338                                                   | 90                                                    | 90                                                    |
| 1996                                                  | 360                                                   | 96                                                    | 100                                                   |
| 1997                                                  | 426                                                   | 107                                                   | 130                                                   |
| 1998                                                  | 284                                                   | 81                                                    | 79                                                    |
| 1999                                                  | 383                                                   | 76                                                    | 89                                                    |
| 2000                                                  | 478                                                   | 94                                                    | 94                                                    |
| 2001                                                  | 471                                                   | 95                                                    | 91                                                    |
| 2002                                                  | 426                                                   | 110                                                   | 106                                                   |
| 2003                                                  | 478                                                   | 128                                                   | 106                                                   |
| 2004                                                  | 552                                                   | 106                                                   | 140                                                   |
| 2005                                                  | 602                                                   | 162                                                   | 141                                                   |
| 2006                                                  | 614                                                   | 116                                                   | 141                                                   |
| 2007                                                  | 585                                                   | 148                                                   | 120                                                   |
| 2008                                                  | -                                                     | -                                                     | -                                                     |
| 2009                                                  | 596                                                   | 138                                                   | 76                                                    |
| 2010                                                  | -                                                     | -                                                     | -                                                     |
| 2011                                                  | -                                                     | -                                                     | -                                                     |
| 2012                                                  | 708                                                   | 210                                                   | 143                                                   |
| 2013                                                  | 688                                                   | 201                                                   | 130                                                   |
| 2014                                                  | 773                                                   | 147                                                   | 163                                                   |
| 2015                                                  | 778                                                   | 145                                                   | 166                                                   |
| 2016                                                  | 847                                                   | 142                                                   | 179                                                   |
| 2017                                                  | 923                                                   | 210                                                   | 242                                                   |
| 2018                                                  | 992                                                   | 274                                                   | 267                                                   |
| 2019                                                  | 1 206                                                 | 286                                                   | 285                                                   |
| 2020                                                  | 611                                                   | 220                                                   | 240                                                   |
| 2021                                                  | -                                                     | -                                                     | -                                                     |
| 2022                                                  | 927                                                   | 98                                                    | 72                                                    |
| 2023                                                  | 985                                                   | 221                                                   | 235                                                   |
| 2024                                                  | 1 047                                                 | 308                                                   | 251                                                   |

## Patrimoine ferroviaire
Le bâtiment voyageurs d'origine n'est plus utilisé pour le service des voyageurs, réaffecté en club-house en 1997, il est depuis réaménagé en espace d'expositions sous le nom de « tracé Cultuur Station »
Cet édifice construit en 1882 est inscrit à l'inventaire du patrimoine architectural depuis le 28 novembre 2014. Il s'agit d'un bâtiment construit en brique sur un socle en pierre bleue, avec un corps central, à trois ouvertures avec un étage sous combles et toiture à deux pans, encadré par deux ailes en rez-de-chaussée. L'une est à cinq ouvertures sous une toiture à deux pans, il abrite l'ancienne salle d'attente, l'autre n'a que deux petites ouvertures sous un toit terrasse.